# Kosovo Superliga 2023/24
Die Kosovo Superliga 2023/24 (albanisch ALBI MALL Superliga e Kosovës 2023/24) war die 78. Saison der höchsten kosovarischen Spielklasse im Männerfußball. Seit letzter Saison trägt sie den neuen Namen von dem neuen Sponsor Albi Mall. Sie begann am 12. August 2023 und endete am 25. Mai 2024. Meister wurde zum dritten Mal in Folge der KF Ballkani.

## Stadien
|     | Verein           | Stadt        | Stadion                 | Kapazität | UEFA-Lizenz |
| --- | ---------------- | ------------ | ----------------------- | --------- | ----------- |
| 01. | KF Ballkani      | Suhareka     | Suhareka-Stadion        | 01.500    | Ja          |
| 02. | KF Fushë Kosova  | Fushë Kosova | Ekrem-Grajqevci-Stadion | 02.000    | Nein        |
| 03. | KF Drita         | Gjilan       | Stadion Gjilan          | 05.000    | Ja          |
| 04. | KF Gjilani       | Gjilan       | Gjilan-Stadion          | 05.000    | Ja          |
| 05. | KF Llapi         | Podujeva     | Zahir-Pajaziti-Stadion  | 05.000    | Ja          |
| 06. | FC Prishtina     | Pristina     | Fadil-Vokrri-Stadion    | 13.429    | Nein        |
| 07. | KF Dukagjini     | Klina        | 18.-Juni-Stadion        | 01.800    | Ja          |
| 08. | KF Malisheva     | Malisheva    | Liman-Gegaj-Stadion     | 01.500    | Ja          |
| 09. | KF Feronikeli 74 | Drenas       | Rexhep-Rexhepi-Stadion  | 07.000    | Nein        |
| 10. | KF Liria         | Prizren      | Përparim-Thaçi-Sadion   | 10.000    | Nein        |

## Statistiken
Die 10 Mannschaften spielten jeweils viermal gegeneinander, so dass am Ende der Saison jedes Team 36 Spiele absolvierte.

### Abschlusstabelle
| Pl. | Verein              | Sp. | S  | U  | N  | Tore    | Diff. | Punkte |
| --- | ------------------- | --- | -- | -- | -- | ------- | ----- | ------ |
| 1.  | KF Ballkani (M)     | 36  | 23 | 9  | 4  | 062:260 | +36   | 78     |
| 2.  | KF Llapi (P)        | 36  | 21 | 8  | 7  | 056:270 | +29   | 71     |
| 3.  | KF Drita            | 36  | 19 | 10 | 7  | 049:270 | +22   | 67     |
| 4.  | KF Malisheva        | 36  | 17 | 6  | 13 | 058:450 | +13   | 57     |
| 5.  | FC Prishtina        | 36  | 11 | 16 | 9  | 041:320 | +9    | 49     |
| 6.  | KF Gjilani          | 36  | 11 | 12 | 13 | 043:380 | +5    | 45     |
| 7.  | KF Dukagjini        | 36  | 10 | 15 | 11 | 038:480 | −10   | 45     |
| 8.  | KF Feronikeli (N)   | 36  | 12 | 8  | 16 | 039:470 | −8    | 44     |
| 9.  | KF Fushë Kosova (N) | 36  | 4  | 8  | 24 | 020:640 | −44   | 20     |
| 10. | KF Liria (N)        | 36  | 2  | 8  | 26 | 026:780 | −52   | 14     |

Platzierungskriterien: 1. Punkte – 2. Direkter Vergleich (Punkte, Tordifferenz, geschossene Tore) – 3. Tordifferenz – 4. geschossene Tore

| Zum Saisonende 2023/24: |                                |
| Teilnahme an der 1. Qualifikationsrunde zur UEFA Champions League 2024/25 Teilnahme an der 2. Qualifikationsrunde zur UEFA Conference League 2024/25 Teilnahme an der 1. Qualifikationsrunde zur UEFA Europa League 2024/25 Teilnahme an der 1. Qualifikationsrunde zur UEFA Conference League 2024/25 Relegationsspiel gegen Vizemeister der Liga e ParëAbstieg in der Liga e Parë |                                |
| |                                |
| Zum Saisonende 2022/23: \| (M) \| Kosovarischer Meister \| \| (P) \| Kosovarischer Pokalsieger 2023 \| \| (N) \| Aufsteiger aus der Liga e Parë \| |                                |
| (M) | Kosovarischer Meister          |
| (P) | Kosovarischer Pokalsieger 2023 |
| (N) | Aufsteiger aus der Liga e Parë |

### Kreuztabelle
Die Kreuztabelle stellt die Ergebnisse aller Spiele dieser Saison dar. Die Heimmannschaft ist in der linken Spalte, die Gastmannschaft in der oberen Zeile aufgelistet.
| Hinrunde (Runden 1–18) | Hinrunde (Runden 1–18) | Hinrunde (Runden 1–18) | Hinrunde (Runden 1–18) | Hinrunde (Runden 1–18) | Hinrunde (Runden 1–18) | Hinrunde (Runden 1–18) | Hinrunde (Runden 1–18) | Hinrunde (Runden 1–18) | Hinrunde (Runden 1–18) | 2023/24          | Rückrunde (Runden 19–36) | Rückrunde (Runden 19–36) | Rückrunde (Runden 19–36) | Rückrunde (Runden 19–36) | Rückrunde (Runden 19–36) | Rückrunde (Runden 19–36) | Rückrunde (Runden 19–36) | Rückrunde (Runden 19–36) | Rückrunde (Runden 19–36) | Rückrunde (Runden 19–36) |
| ---------------------- | ---------------------- | ---------------------- | ---------------------- | ---------------------- | ---------------------- | ---------------------- | ---------------------- | ---------------------- | ---------------------- | ---------------- | ------------------------ | ------------------------ | ------------------------ | ------------------------ | ------------------------ | ------------------------ | ------------------------ | ------------------------ | ------------------------ | ------------------------ |
| KF Ballkani            | KF Drita               | KF Gjilani             | DUK                    | FC Prishtina           | MAL                    | LLA                    | LIR                    | KF Feronikeli          | FKO                    | Verein           | KF Ballkani              | KF Drita                 | KF Gjilani               | DUK                      | FC Prishtina             | MAL                      | LLA                      | LIR                      | KF Feronikeli            | FKO                      |
|                        | 1:0                    | 2:1                    | 3:1                    | 0:0                    | 3:2                    | 2:1                    | 4:1                    | 2:0                    | 2:1                    | KF Ballkani      |                          | 2:2                      | 1:1                      | 3:0                      | 2:1                      | 2:0                      | 0:0                      | 2:0                      | 2:2                      | 3:0                      |
| 2:1                    |                        | 2:0                    | 2:2                    | 3:0                    | 1:2                    | 2:0                    | 1:1                    | 3:1                    | 1:0                    | KF Drita         | 1:0                      |                          | 2:2                      | 2:0                      | 1:0                      | 1:1                      | 0:1                      | 4:2                      | 0:0                      | 3:1                      |
| 0:0                    | 0:1                    |                        | 1:1                    | 0:0                    | 1:0                    | 0:2                    | 1:0                    | 2:1                    | 1:0                    | KF Gjilani       | 0:2                      | 2:1                      |                          | 1:1                      | 1:1                      | 2:3                      | 1:1                      | 3:0                      | 1:1                      | 4:0                      |
| 1:1                    | 1:0                    | 1:0                    |                        | 0:0                    | 0:1                    | 0:0                    | 0:0                    | 1:1                    | 1:0                    | KF Dukagjini     | 1:2                      | 1:1                      | 2:4                      |                          | 1:0                      | 2:1                      | 1:1                      | 2:1                      | 1:0                      | 0:0                      |
| 1:1                    | 1:0                    | 2:1                    | 2:2                    |                        | 3:1                    | 2:2                    | 1:1                    | 3:1                    | 1:0                    | FC Prishtina     | 0:0                      | 1:2                      | 1:3                      | 5:0                      |                          | 0:2                      | 0:2                      | 3:1                      | 2:0                      | 5:0                      |
| 0:2                    | 1:3                    | 1:0                    | 3:4                    | 1:0                    |                        | 2:3                    | 1:0                    | 4:1                    | 6:1                    | KF Malisheva     | 0:2                      | 1:1                      | 0:0                      | 1:1                      | 0:1                      |                          | 2:1                      | 7:4                      | 2:1                      | 4:1                      |
| 5:3                    | 0:1                    | 2:1                    | 3:0                    | 0:0                    | 0:1                    |                        | 2:0                    | 1:0                    | 1:1                    | KF Llapi         | 0:1                      | 0:1                      | 2:1                      | 2:1                      | 0:0                      | 1:0                      |                          | 3:0                      | 3:2                      | 1:0                      |
| 0:1                    | 0:0                    | 0:4                    | 2:2                    | 2:2                    | 0:1                    | 0:2                    |                        | 3:5                    | 2:1                    | KF Liria         | 0:3                      | 0:1                      | 1:3                      | 0:0                      | 0:1                      | 0:3                      | 1:5                      |                          | 0:2                      | 0:0                      |
| 0:3                    | 0:2                    | 1:0                    | 1:0                    | 0:0                    | 0:0                    | 0:3                    | 2:1                    |                        | 3:0                    | KF Feronikeli 74 | 0:2                      | 0:1                      | 0:0                      | 3:2                      | 0:0                      | 2:1                      | 0:1                      | 4:1                      |                          | 1:0                      |
| 0:2                    | 1:1                    | 2:0                    | 0:3                    | 2:2                    | 0:0                    | 1:2                    | 2:0                    | 1:0                    |                        | KF Fushë Kosova  | 2:0                      | 1:0                      | 1:1                      | 1:2                      | 0:0                      | 1:3                      | 0:3                      | 0:2                      | 0:3                      |                          |

## Relegation
| Datum      |                   | Ergebnis |               |
| ---------- | ----------------- | -------- | ------------- |
| 01.06.2024 | KF Prishtina e Re | 0:1      | KF Feronikeli |

Beide Vereine blieben in ihren jeweiligen Ligen.

## Torschützenliste
| Pl. | Name             | Mannschaft   | Tore |
| --- | ---------------- | ------------ | ---- |
| 01. | Muhamet Hyseni   | KF Llapi     | 26   |
| 02. | Drilon Hazrollaj | KF Malisheva | 25   |
| 03. | Nazmi Gripshi    | KF Ballkani  | 15   |
| 04. | Blerim Krasniqi  | KF Drita     | 12   |
| 05. | Senad Jarović    | KF Gjilani   | 11   |
| 6.  | Altin Aliu       | KF Malisheva | 09   |
| 6.  | Jalen Blesa      | FC Prishtina | 09   |
| 07. | Besnik Krasniqi  | KF Drita     | 08   |
| 07. | Kushtrim Shabani | KF Gjilani   | 08   |
| 07. | Ahmet Januzi     | KF Llapi     | 08   |
| 08. | Blend Baftiu     | KF Drita     | 07   |
| 08. | Albin Berisha    | KF Ballkani  | 07   |
| 08. | Almir Kryeziu    | KF Ballkani  | 07   |
| 08. | Altin Merlaku    | KF Dukagjini | 07   |